# Garnatxa de l'Empordà
La Garnatxa de l'Empordà és un vi de licor dolç tradicional enfortit, elaborat amb un mínim del 90% de garnatxa (lledoner o garnatxa blanca, lledoner roig o garnatxa grisa) molt madur i assecat al sol després de la verema, segons la tècnica del vi de palla: el raïm es deixa assecar al sol sobre la palla abans del premsatge. Se'l pot considerar un vi licorós enfortit. La DO es regula per 03/03/2006.
La seva fermentació s'interromp quan el contingut de sucres és el desitjat, incorporant-hi aiguardent (alcohol vínic), que paralitza la fermentació i serva una part del seu sucre natural. Resulta un vi dolç natural amb una aroma primària de confitures i espècies i un grau alcohòlic volumètric adquirit entre 14% vol i 20% vol. S'aconsegueix un vi d'uns 15°. Generós, amb sabor del mateix raïm madur, càlid i sedós, virtuts que li concedeixen els trets d'un vi de postres excepcional.
La garnatxa envellida en roure es transforma en un vi ranci de color ambre i alhora irisiacions cristal·lines, delicat i aromàtic, sedós, ni embafador ni fort en excés, de fragància exquisida, rodó i melós, i que és com una carícia per al paladar.
Segons Jaume Fàbrega, 
| « | S'adiu amb les pastes de full amb cabell d'àngel, brunyols, carquinyolis, relleno (pomes farices amb carn), fruita cuita, la grana de capellà (postres de músic), les coques, les galetes i pastes (xuixos, flaones, corns...), però també amb el "foie gras", terrines, embotits, i formatge blau. Excel·lent per a cuinar i elaborar plats: oca amb peres, rostit, braó de porc, faves, pèsols, estofats, botifarra dolça, relleno, macedònies... El seu parent més proper és el Banyuls, "vi dolç natural" elaborat a la Catalunya Nord, així com els Ribesaltes i Maurí, similars. | » |